# MolaSync
MolaSync是一个手写笔记及协作应用程序。由画擎科技开发，可在iOS7系统上运行。1.0版本于2013年初发布，并于当年8月上市。MolaSync目前只能运行在iPad上。

## 功能
Molasync支持手写笔记，绘图，文本编辑，文字处理，协同编辑等功能。它为用户提供了视频和音频文件支持。支持导入AppleWorks和微软Word文件文件可以导出为PDF及图片格式。在文档中可以直接绘制形状，并直接修改属性。图形可以设置阴影，多角度旋转等等。但Molasync旧版本在iOS7下面无法输入中文，直到1.0.7以后的版本才解决了这个问题。Molasync的目标是快速方便的一站式解决用户记录—创作—协作—分享—展示这一系列的需求。用画笔、录音、文字、照片快速记录，导入各类文档批注或引用绘制图形，开启协同进行协作，通过SNS分享成果，通过只读协同展示。其实这就是完成一项工作所需的所有环节。其设计的主旨是，让用户不用频繁切换软件就能快速方便的完成自己的工作。并快速的和对方协同。

## 版本历史
| 版本号 | 发布日期       | 更改 |
| ------ | -------------- | --- |
| 1.0    | 2013年8月      | 首发 |
| 1.0.2  | 2013年8月6日   | 优化了执行效率 修正了部分Bug                                                                                          |
| 1.0.3  | 2013年8月19日  | 大幅提高了稳定性. 程序运行更快 手势操作优化. 使用更流畅 可直接在板上播放插入的视颈, 音频文档 修正多个Bug              |
| 1.0.4  | 2013年8月29日  | 新增搜索结果显示所在页 放大镜消失淡出效果 优化背景图片的显示效果， 图片操作速度及效率 修改发送至SNS时协同号显示的Bug. |
| 1.0.5  | 2013年9月12日  | 优化了放大镜的功能 增加了控制点参考线，以便于图像绘制 BUG修改                                                         |
| 1.0.6  | 2013年9月17日  | 增加了装修装璜图库 BUG修改                                                                                            |
| 1.0.7  | 2013年11月4日  | 兼容iOS7 修正了iOS7下中文拼音输人的问题 极大提高了运行速度及稳定性 支持日文                                           |
| 1.0.8  | 2013年11月15日 | 修正了大量Bug 提高了系统稳定性 优化了画笔的速度 放大镜功能优化 画笔状态下的长按选择功能优化                           |
| 1.0.9  | 2013年11月21日 | 新增力加密功能. 可对任意Mola板加密 可以删除当前Mola板 协同删除闪退的Bug休正 提高了笔画的效率， 速度更快               |